# Matuku (Tonga)
Matuku è un'isola delle Tonga. Amministrativamente appartiene alla divisione Haʻapai, nel distretto di Lulunga.
L'isola si trova nel gruppo di isole Lulunga, vicino a Kotu, e condivide una barriera corallina con Teaupa, Ha'afeva, Fetoa e Kolo.
Il villaggio principale si trova sul lato nord-ovest ed è presente una scuola elementare. Al censimento del 2021, l'isola aveva 84 abitanti.
È facilmente raggiungibile in motoscafo dalla vicina Ha'afeva. Un molo è costruito sul lato est, ma non viene mai utilizzato.